# 苏里南银行
苏里南银行 (荷蘭語：De Surinaamsche Bank，DSB)是苏里南最大的银行之一。

## 历史
Simon Abendanon于1865年在帕拉马里博建立了苏里南银行(DSB)，而银行总部却设在了阿姆斯特丹。1948年尼德兰贸易公司取得了该银行的所有权，并于1951年将银行总部迁至帕拉马里博。
1957年，苏里南银行放弃了货币发行权，取而代之的是苏里南中央银行。1964年母公司与屯特银行合并组成通用荷兰银行。1977年苏里南政府购入了该行10%的股份，并要求苏里南银行向公众出售41%的股份，通用荷兰银行持有剩余的49%。荷兰银行控股公司将49%的股份于2001年出售给Assuria控股公司，由于早前Assuria已经持有5.6%的股份，故成为了苏里南银行主要控制者。